# Romská vlajka

Romská vlajka
Poměr stran: 2:3

Romská vlajka (romsky Styago le romengo) je mezinárodní vlajkou Romů vytvořená roku 1933 Generální unii rumunských Romů. V roce 1971 byla na prvním Mezinárodním romském sjezdu v Londýně schválena k užívání.
Vlajka je tvořena listem se dvěma  vodorovnými pruhy, modrým a zeleným. Uprostřed je umístěna červená čakra se 16 paprsky.
Zelený a modrý pruh symbolizují život věčných poutníků po zelené zemi pod blankytnou oblohou. Čakra, která je i na indické vlajce, odkazuje na indický původ romského etnika.

Rozměry romské vlajky

## Kauza „Česko-romské vlajky“
Výtvarné variace polského výtvarníka slovenského původu Tomáše Rafy na téma Výběrové řízení na česko-romskou vlajku, spočívající převážně v nahrazení bílé barvy zelenou a doplnění symbolu čakry na českou státní vlajku, byly v létě 2013 vystaveny v pražské venkovní galerii Artwall, tedy na zdi Letenských sadů podél nábřeží Kapitána Jaroše v Holešovicích. Autor a organizátoři chtěli svými návrhy symbolizovat soužití. Zástupci Dělnické strany sociální spravedlnosti na organizátory akce podali trestní oznámení pro údajné porušení zákona o užívání státních symbolů České republiky. Policie na základě znaleckého posudku Zbyška Svobody vyhodnotila 3 ze 7 návrhů jako přestupek a úřad městské části Praha 7 uložil umělci nepravomocně pokutu 2000 Kč. Pražský magistrát jakožto odvolací orgán však toto rozhodnutí ÚMČ P7 zrušil a přestupkové řízení zastavil.
8. dubna 2021 (na Mezinárodní den Romů) vyvěsil (již poněkolikáté) aktivista Miroslav Brož na svém balkoně v Ústí nad Labem místo rómské vlajky tzv. česko-rómskou vlajku s čakrou, umístěnou v modrém klínu. Za znevažování státního symbolu musel zaplatit pokutu ve výši 1000 korun. Porušil tím § 9, odstavec j) zákona č. 352/2001 Sb. (Zákon o užívání státních symbolů): na státní vlajce nesmí být žádný text, vyobrazení, obraz, znak nebo odznak, kytice, smuteční závoj a nesmí být svazována do růžice.